# Campionato sudamericano maschile di pallacanestro 1932
Il 2º Campionato dell'America Meridionale Maschile di Pallacanestro (noto anche come South America Championship 1932) si è svolto dal 29 aprile al 14 maggio 1932 a Santiago del Cile in Cile. Il torneo è stato vinto dalla nazionale uruguaiana.
I FIBA South America Championship sono una manifestazione contesa dalle squadre nazionali dell'America meridionale, organizzata dalla CONSUBASQUET (Confederazione America Meridionale), nell'ambito della FIBA Americas.

## Squadre partecipanti
- Argentina
- Cile
- Uruguay

## Classifica finale
| Pos | Squadra   | V-P |
| --- | --------- | --- |
|     | Uruguay   | 4-1 |
|     | Cile      | 3-2 |
|     | Argentina | 0-4 |